# Lage Wernstedt (borgmästare)
Lage Johan Axel Wernstedt, född 25 januari 1833 i Gränna landsförsamling, Jönköpings län, död 27 december 1917 i Strängnäs, var en svensk borgmästare. 
Wernstedt blev student vid Lunds universitet 1849, avlade kameralexamen 1850, hovrättsexamen 1853 och blev vice häradshövding 1858. Han var tillförordnad civilnotarie i Norrköpings rådhusrätt 1863–1869, blev borgmästare i Strängnäs stad 1869 och var tillika magistratssekreterare och notarius publicus. Han var även verksam som kommunalman.
Wernstedt blev, i äktenskap med Hanna Ringborg, far till barnläkaren Wilhelm Wernstedt, majoren Gustaf Lago Wernstedt, godsägaren Hjalmar Wernstedt, översten Ludvig Wernstedt och arkitekten Melchior  Wernstedt.